# Danny Agbelese
Danny Akintunde Agbelese (Washington, 14 marzo 1990) è un cestista statunitense con cittadinanza nigeriana.

## Palmarès

### Squadra
- Supercoppa greca: 1

Promitheas Patrasso: 2020

### Individuale
- MVP Supercoppa greca:1

Promitheas Patrasso: 2020